# Свободный (Свердловская область)
Свобо́дный — посёлок городского типа в Свердловской области России.
Образует городской округ ЗАТО Свободный. С точки зрения административно-территориального устройства области, ГО находится в границах административно-территориальной единицы посёлок Свободный, отнесённого к категории закрытых административно-территориальных образований.
В посёлке дислоцируется 42-я ракетная дивизия, входящая в состав 31-й ракетной армии РВСН.

## География
Свободный расположен на восточном склоне Среднего Урала, в 70 километрах восточнее условной границы между Европой и Азией. Посёлок находится на расстоянии 185 километров к северу от областного центра города Екатеринбурга, 35 километров к северо-востоку от города Нижнего Тагила и 10 километров к западу от города Верхней Салды.

## История
История посёлка Свободного началась в 1960 году со строительства инженерно-технических сооружений, подъездных путей и жилых помещений для ракетчиков. Первый жилой дом был сдан в декабре 1961 года.
18 октября 1965 года указом Президиума Верховного Совета РСФСР населённому пункту войсковой части 34103 присвоено наименование: рабочий посёлок Свободный,  он был отнесён к категории рабочих посёлков закрытого типа.
Назывался также Нижний Тагил-39.
4 января 1994 года распоряжением Правительства Российской Федерации № 3-р был наделён статусом ЗАТО с утверждением названия Свободный.
В 1996 году статус посёлка определил Федеральный Закон Российской Федерации «О закрытом административно-территориальном образовании». Было также образовано муниципальное образование ЗАТО посёлок Свободный, 10 ноября 1996 года включённое в областной реестр муниципальных образований Свердловской области.
До преобразования в ЗАТО посёлок находился на территории Верхнесалдинского района.
Границы ЗАТО как административно-территориальной единицы были утверждены указом Президента Российской Федерации от 23 июня 2003 года № 696
21 июля 2004 года Законом Свердловской области № 46-ОЗ на основании Федерального Закона «Об общих принципах организации местного самоуправления в Российской Федерации» были утверждены границы муниципального образования ЗАТО Свободный. Действие закона было отменено 12 июля 2007 года в связи с принятием общего закона о границах муниципальных образований № 85-ОЗ, который, в свою очередь, действовал до 20 июля 2015 года до принятия нового аналогичного закона.
После 2004 года название муниципального образования не изменялось.
1 октября 2017 года согласно областному закону N 35-ОЗ статус Свободного изменён с рабочего посёлка на посёлок городского типа.

## Население
| 2002  | 2009    | 2010  | 2012  | 2013  | 2014  | 2015  |
| ----- | ------- | ----- | ----- | ----- | ----- | ----- |
| 9667  | ↗10 066 | ↘8198 | ↘8182 | ↗8186 | ↗8307 | ↗8403 |
| 2016  | 2017    | 2018  | 2019  | 2020  | 2021  | 2023  |
| ↗8557 | ↗8682   | ↗8915 | ↗9222 | ↗9533 | ↘7942 | ↗8047 |

## Инфраструктура
В посёлке есть дворец культуры «Свободный», функционируют образовательные учреждения: две общеобразовательные школы, четыре детских сада, музыкальная, детско-юношеская спортивная школа, станция юных техников, стадион, СКВЕР ночных фонарей, Магнит Семейный, Магнит Косметик, школа искусств, библиотека, а также городская больница с детской поликлиникой и станцией скорой помощи. Помимо этого работают пожарная часть, управление полиции, есть ЗАГС, отделения «Почты России», Сбербанка и банка ВТБ.
Созданы муниципальные унитарные предприятия: жилищно-коммунального хозяйства (МУП ЖКХ «Кедр»), связи (МУП связи «Импульс»), бытового обслуживания населения (МУП БОН «Сервис»), также организован комплексный центр социального обслуживания населения. В сфере торговли успешно развивается предпринимательство.

## Транспорт
Налажено транспортное обслуживание населения пригородного сообщения. Внутренние пассажироперевозки осуществляются городским автобусом.
Вблизи Свободного, в соседнем посёлке Ива расположена одноимённая железнодорожная станция.